# Wigger von Wartberg
Graf Wigger (auch Wieger o. ä.) von Wartberg wird erstmals im Jahre 1137 als Lehnsträger des Landgrafen von Thüringen erwähnt und war Vogt der Residenz des Landgrafen bei Eisenach.
Wigger war Burggraf der Wartburg,  nach der er und seine Nachfolger sich nennen. Er heiratete die Tochter Christians von Goldbach und wurde in den Grafenstand erhoben. Daneben war er auch Amtsgraf des Mainzer Erzbistum, um 1142/53 wird er als Comes Wickerus de Horeburg (Harburg) zusammen mit seinem Bruder Graf Gottfried de Ameneburg (Amöneburg) in einer Urkunde genannt.
Wigger war ein Verwandter des Erzbischofs Heinrich I. von Mainz und gründet im Dorf Lauchröden eine Kirche, die St. Martin geweiht war.